# Чамара Віктор Федорович
Ві́ктор Фе́дорович Чама́ра (нар. 8 жовтня 1952, Ковалівка (Полтавський район) — пом. 4 вересня 2018) — український журналіст, генеральний директор Українського національного інформаційного агентства «Укрінформ» (1999—2011).

## Біографія
Народився 8 жовтня 1952 року в селі Ковалівка Полтавського району Полтавської області.
У 1970 році, після закінчення загальноосвітньої школи вступив на факультет журналістики Київського державного (нині національного) університету імені Т. Г. Шевченка, який закінчив у 1975 році.
У 1984–1985 роках — слухач Академії суспільних наук у Москві.
З травня 1975 року почав трудову діяльність на штатних засадах у Радіотелеграфному агентстві України — РАТАУ (нині — Українське національне інформаційне агентство Укрінформ), змінивши на цій посаді Олександра Решетняка. Був старшим редактором, оглядачем, відповідальним випусковим, завідувачем редакції, заступником головного редактора.
Член КПРС.
У 1985 році призначений головним редактором, а в липні 1990 року Постановою Ради Міністрів УРСР — заступником директора Укрінформу.
З липня 1993 року — перший заступник генерального директора.
З лютого 1997 року — перший заступник генерального директора ДІНАУ (нині Укрінформ).
Указом Президента України від 24.05.1999 р. призначений генеральним директором Державного інформаційного агентства України (Укрінформ), звільнений 2011 року. Згодом працював у апараті Національної спілки журналістів України (перший секретар), редакції газети «Голос України».
Член Всесвітньої ради керівників інформаційних агентств.
Був секретарем Національної спілки журналістів України, головою Ревізійної комісії НСЖУ трьох каденцій.
Одружений, має двох доньок.
Помер 4 вересня 2018 року.

## Творчість
Творчий шлях розпочав ще під час навчання в школі. З 1967 року на засадах сільського кореспондента постійно друкувався в районній газеті. З 1972 року як позаштатний співробітник працював у «Спортивній газеті», газетах «Комсомолець Полтавщини», «Молодь України».
У 1986 році серед перших українських журналістів долучився до висвітлення подій, пов'язаних з ліквідацією наслідків аварії на ЧАЕС.
У грудні 1988 року висвітлював події, пов'язані з ліквідацією наслідків руйнівного землетрусу у вірменських містах Спітак і Кіровакан з участю України та українських фахівців.
Автор низки інформаційних проєктів, ініціатор створення Причорноморської асоціації національних інформаційних агентств.

## Нагороди
- Орден «За заслуги» II, III ступенів (2008, 2003)[1][2]
- Почесне звання «Заслужений журналіст України» (1998)[3]
- Медаль «В пам'ять 1500-річчя Києва»
- Почесна грамота Верховної Ради України
- Почесна грамота Кабінету Міністрів України
- Грамота Президії Верховної Ради УРСР
- Подяка Президента України
- Премія Спілки журналістів України «Золоте перо» (1977)